# Вернер Арбер
Вернер Арбер е швейцарски микробиолог и генетик, нобелов лауреат.

## Биография
Роден е на 3 юни 1929 г. в Гренихен. След като завършва основното си образование в Аарау, учи в Швейцарския федерален технологичен институт в Цюрих. Завършва с диплома по природни науки. Премества се в биофизичната лаборатория в Женевския университет по препоръка на преподавателя си по физика, проф. Пол Шерер. Там се потапя в света на бактериофагите, област, която до онзи момент не е обект на много внимание. През 1958 г. получава докторска степен.
След кратки изследователски пътешествия отвъд Атлантическия океан Арбер се връща в Женева през 1960 г.
От 1971 г. е преподавател по молекулярна микробиология в Базелския университет, където спомага създаването на нов интердисциплинарен биоцентър.
Арбер остава в историята със своите изследвания върху защитните ензими, характерни за бактериите, които модифицират генетичния материал на бактериофагите (вирусите, атакуващи бактериите) и не позволяват репликацията им. Такива ензими се наричат рестрикционни ензими. Откриването им обуславя решителния подем на изследванията в областта на генното инженерство през 60-те години на XX век.
Дъщеря му Силвия Арбер е известен невробиолог.

## Отличия
- Европейска организация по молекулярна биология (1964)
- Европейска академия за изкуства, науки и хуманитарни науки (1981)
- Чуждестранен сътрудник на Националната академия на науките на САЩ (1984)
- Чуждестранен почетен член на Американската академия за изкуства и науки (1984)
- Редовен член на Academia Europaea (1989)[7]
- Член на Американското дружество по микробиология (1996)
- Асоцииран член на Академията на третия свят (TWAS) (1997)
- Почетен доктор на Университета в Страсбург
- Почетен доктор на Южнокалифорнийския университет
- Почетен член на Унгарската академия на науките (2007)[8].

Заради огромните си приноси Арбер е удостоен с Нобелова награда през 1978 г.